# Eddie Redmayne
Edward John David „Eddie” Redmayne (ur. 6 stycznia 1982 w Londynie) – brytyjski aktor teatralny, telewizyjny i filmowy, także piosenkarz i model. Laureat Oscara dla najlepszego aktora pierwszoplanowego za rolę Stephena Hawkinga w dramacie biograficznym Teoria wszystkiego (2014).

## Życiorys

### Rodzina i wykształcenie
Urodził się w Londynie jako syn Patricii, kierowniczki firmy zajmującej się przeprowadzkami, i Richarda Redmayne’a, londyńskiego przedsiębiorcy. Ma dwóch rodzonych braci oraz przyrodnie rodzeństwo (brata i siostrę). Uczęszczał do Jackie Palmer School w High Wycombe, później kształcił się w Eton College na jednym roku z księciem Williamem. Następnie studiował historię sztuki w Trinity College na University of Cambridge, studia ukończył z wyróżnieniem w 2003.

### Kariera
W 2008 rozpoczął pracę modela, prezentując garderobę firmy Burberry z Alexem Pettyferem; działalność w tym zawodzie sporadycznie kontynuował do 2012. Jako profesjonalny aktor teatralny zadebiutował w 2002 w adaptacji Wieczoru Trzech Króli w londyńskim teatrze Shakespeare's Globe. Dwa lata później za występ w sztuce The Goat: or, Who is Sylvia? otrzymał nagrodę Critics’ Circle Theatre Award dla najbardziej obiecującego aktora. W 2009 zagrał w dramacie Red Johna Logana, za co został uhonorowany Laurence Olivier Award dla najlepszego aktora drugoplanowego. W przedstawieniu tym występował także na Broadwayu w 2010, zdobywając nagrodę Tony.
W telewizji debiutował pod koniec lat 90. Regularne role filmowe zaczął otrzymywać od połowy następnej dekady. Zagrał m.in. w filmach Elizabeth: Złoty wiek, Uwikłani, Kochanice króla. Wcielił się w postać Colina Clarka w produkcji Mój tydzień z Marilyn i Mariusza Pontmercy’ego w Les Misérables. Nędznicy, co przyniosło mu nominację do Satelity w kategorii najlepszego aktora drugoplanowego. W 2010 otrzymał jedną z głównych ról (Jacka Jacksona) w miniserialu Filary Ziemi.
W 2014 został obsadzony w roli naukowca Stephena Hawkinga w dramacie biograficznym Teoria wszystkiego Jamesa Marsha. Został za nią nominowany do licznych prestiżowych nagród filmowych. Otrzymał m.in. Złoty Glob dla najlepszego aktora w filmie dramatycznym i Nagrodę Brytyjskiej Akademii Filmowej dla najlepszego aktora pierwszoplanowego, Nagrodę Gildii Aktorów Ekranowych za wybitny występ aktora w roli pierwszoplanowej, jak również Oscara dla najlepszego aktora pierwszoplanowego. Był ponownie nominowany do Oscara rok później za rolę Lili Elbe w Dziewczynie z portretu.
W 2016 za występ w produkcji Jupiter: Intronizacja otrzymał Złotą Malinę dla najgorszego aktora drugoplanowego. W 2017 wyróżniony Empire Award dla najlepszego aktora za rolę w filmie Fantastyczne zwierzęta i jak je znaleźć.

## Odznaczenia
W 2015 został oficerem Orderu Imperium Brytyjskiego.

## Życie prywatne
15 grudnia 2014 poślubił swoją długoletnią partnerkę, Hannah Bagshawe (ur. 1982), zatrudnioną w sektorze finansowym jako specjalistka ds. public relations. Mają dwoje dzieci: córkę Iris Mary (ur. 2016) i syna Luke’a (ur. 2018).

## Filmografia
- Animal Ark (1998) jako John Hardy – serial
- Doctors (2003) jako Rob Huntley – serial
- Elżbieta I (Elizabeth I, 2005) jako hrabia Southampton – miniserial
- Dobry agent (2006) jako Edward Wilson Jr
- Like Minds (2006) jako Alex Forbes
- Elizabeth: Złoty wiek (Elizabeth: The Golden Age, 2007) jako Anthony Babington
- Uwikłani (Savage Grace, 2007) jako Antony Baekeland
- Kochanice króla (The Other Boleyn Girl, 2008) jako William Stafford
- The Yellow Handkerchief (2008) jako Gordy
- Błękitny deszcz (Powder Blue, 2009) jako Qwerty Doolittle
- Wspaniały rok 1939 (Glorious 39, 2009) jako Ralph Keyes
- Tess of the d’Urbervilles (2009) jako Angel Clare – miniserial
- Czarna śmierć (Black Death, 2010) jako Osmund
- Filary Ziemi (The Pillars of the Earth, 2010) jako Jack Jackson – miniserial
- Prowincjuszka (Hick, 2011) jako Eddie Kreezer
- Mój tydzień z Marilyn (My Week with Marilyn, 2011) jako Colin Clark
- Wojna i miłość (Birdsong, 2012) jako Stephen Wraysford – miniserial
- Les Misérables. Nędznicy (Les Misérables, 2012) jako Mariusz Pontmercy
- Teoria wszystkiego (The Theory of Everything, 2014) jako Stephen Hawking
- Dziewczyna z portretu (The Danish Girl, 2015) jako Einar Wegener/Lili Elbe
- Jupiter: Intronizacja (Jupiter Ascending, 2015) jako Balem Abrasax
- Sodor's Legend of the Lost Treasure (2015) jako Ryan (głos) – pełnometrażowy film animowany
- Tomek i przyjaciele (Thomas & Friends, 2015) jako Ryan (głos) – serial animowany
- War Art with Eddie Redmayne (2015) jako on sam – film dokumentalny
- Fantastyczne zwierzęta i jak je znaleźć (Fantastic Beasts and Where to Find Them[17], 2016) jako Newt Scamander
- Fantastyczne zwierzęta: Zbrodnie Grindelwalda (Fantastic Beasts: The Crimes of Grindelwald, 2018) jako Newt Scamander
- Jaskiniowiec (Early Man, 2018) jako Dug (głos)
- Aeronauci (The Aeronauts, 2019) jako James Glaisher
- Proces Siódemki z Chicago (The Trial of the Chicago 7, 2020) jako Tom Hayden[18]
- Fantastyczne zwierzęta: Tajemnice Dumbledore’a (Fantastic Beasts: The Secrets of Dumbledore, 2022) jako Newt Scamander
- Dzień Szakala (The Day of the Jackal, 2024) jako Szakal – serial